# Tempio di Kashi Vishwanath
Il tempio Kashi Vishwanath è uno dei più famosi templi indù dedicati a Shiva. Si trova a Varanasi, nello stato federato dell'Uttar Pradesh in India, sulla riva occidentale del fiume Gange. È uno dei dodici Jyotirlinga.

## Storia
Il tempio è menzionato nel Kashi Khanda dello Skanda Purāṇa, nelle Upaniṣad e nei Veda. Fu distrutto e ricostruito numerose volte. La data di costruzione del primo tempio è sconosciuta, ma si sa che fu distrutto dall'esercito di Qutb al-Din di Delhi nel 1194 e ricostruito da un mercante del Gujarat durante il regno del sultano Shams al-Dīn Iltutmish (1211–1266). Fu demolito nuovamente durante il governo di Hussain Shah Sharqi (1447–1458) o di Sikandar Lodhi (1489–1517). Raja Todar Mal lo ricostruì grazie al finanziamento di Akbar nel 1575 o nel 1585.
Nel 1669 l'imperatore Aurangzeb distrusse il tempio e costruì al suo posto la moschea Gyanvapi. I resti dell'antico tempio sono visibili nelle fondamenta, nelle colonne e nella parte posteriore della moschea. Nel 1780 (o 1777) il tempio fu ricostruito per l'ultima volta, adiancente alla moschea, dal monarca marathi Ahilyabai Holkar di Indore.

## Leggenda
Lo Śiva Mahāpurāṇa narra che un tempo Brahmā e Visnù litigarono per chi dei due avesse la supremazia sul creato.
Per risolvere la disputa, decisero di affidarsi al giudizio di Shiva. Quest'ultimo trafisse i tre mondi con un'enorme colonna di luce, lo jyotirlinga appunto, e sancì che il primo dei due che fosse arrivato alla fine della colonna di luce avrebbe avuto la supremazia sul creato. Visnù e Brahmā si lanciarono rispettivamente verso il basso e verso l'alto per ottemperare alla richiesta. Nonostante i loro sforzi però non riuscirono mai ad arrivare alla fine della colonna di luce. Alla fine Brahmā decise di mentire, sostenendo di aver raggiunto la fine, mentre Visnù ammise la sconfitta. La menzogna di Brahmā fece andare su tutte le furie Shiva che apparve come una seconda colonna di fuoco e maledisse Brahmā affinché non fosse mai adorato da alcun essere umano.
Lo jyotirlinga, oggetto della prova, è il supremo Shiva stesso, realtà senza parti.

## Nominazione
Shiva - la divinità principale - è conosciuta con i nomi Shri Vishwanath e Vishweshwara che letteralmente significano Signore dell'Universo. La città di Varanasi era chiamata Kashi nei tempi antichi, e quindi il tempio è popolarmente chiamato Kashi Vishwanath.

## Struttura
Il complesso del tempio è costituito da una serie di santuari minori, situati in un piccolo vicolo chiamato Vishwanatha Galli, vicino al fiume. Il tempio principale è a forma di quadrilatero ed è circondato da santuari minori. Ci sono piccoli templi per Kala Bhairava, Karttikeya, Avimukteshwara, Visnù, Ganesha, Shani e Parvati. Il linga di Shiva, la divinità principale, è in pietra marrone, alto 60 centimetri e ha una circonferenza di 90. È alloggiato in un altare d'argento. A nord del tempio c'è anche un piccolo pozzo chiamato Jnana Vapi (o Gyan vapi) che significa il pozzo della saggezza. Si narra che durante le invasioni dei tempi antichi il lingam fosse stato nascosto nel pozzo.
La struttura è quella classica del Mandir. Il tempio è famoso per le cupole d'oro che lo sormontano e per la guglia d'oro alta 15,5 metri. Due delle tre cupole furono ricoperte d'oro nel 1839 grazie al Maharaja Ranjit Singh, mentre la terza dal Ministero della cultura dell'Uttar Pradesh in tempi recenti.

## Significato
Il tempio di Kashi Vishwanath è considerato uno dei luoghi di culto più sacri della religione indù nonché lo jyotirlinga più importante. Molti santi di spicco, tra cui Adi Sankaracharya, Ramakrishna Paramhansa, Swami Vivekananda, Bamakhyapa, Goswami Tulsidas, Swami Dayananda Saraswati, Sathya Sai Baba, Yogiji Maharaj, Pramukh Swami Maharaj, Mahant Swami Maharaj e Guru Nanak Dev hanno visitato il tempio. Pregare qui conduce a mokṣa e i veri devoti di Shiva vengono liberati dal saṃsāra, il ciclo delle reincarnazioni.
Si dice che durante alcune festività particolari, come Maha Shivaratri, il dio stesso scenda nel tempio a pregare. In questo lasso di tempo, l'accesso al tempio è proibito.
A causa dell'immensa popolarità del tempio, centinaia di luoghi di culto in tutta l'India sono stati costruiti con lo stesso stile architettonico. È uno dei santuari del Vaippu Sthalam, i luoghi menzionati nel Tevaram.